# Ravenia clementiana
Ravenia clementiana är en vinruteväxtart som beskrevs av Marie-vict.. Ravenia clementiana ingår i släktet Ravenia och familjen vinruteväxter. Inga underarter finns listade i Catalogue of Life.